# Humes-Jorquenay
Humes-Jorquenay település Franciaországban, Haute-Marne megyében. Lakosainak száma 592 fő (2022. január 1.). Humes-Jorquenay Beauchemin, Champigny-lès-Langres, Chanoy, Charmes, Langres, Rolampont, Saint-Ciergues és Saint-Martin-lès-Langres községekkel határos.

## Népesség
A település népességének változása:
| Lakosok száma | 355  | 591  | 598  | 587  | 579  | 570  | 570  | 579  | 583  | 592  |
|               | 1968 | 1982 | 1990 | 2006 | 2013 | 2015 | 2017 | 2019 | 2020 | 2022 |